# ۴۱ (قمری)
۴۱ (قمری)، چهل و یکمین سال در گاهشماری هجری قمری است. اول محرم این سال برابر با دهم مه سال ۶۶۱ میلادی است.

## رویدادها
- صلح حسن و معاویه